# Tereweng
Tereweng (Treweng) ist eine indonesische Insel des Alor-Archipels.

## Geographie
Die Insel liegt am Südende der Pantarstraße zwischen den Inseln Alor und Pantar. Sie gehört zum Distrikt Zentralpantar (Pantar Tengah).

## Bevölkerung
Auf der Insel wird die Papua-Sprache Tereweng gesprochen.